# کوندیل درونی استخوان ران
کوندیل درونی ران (فمور) (به انگلیسی: Medial Condyle of Femur)، یکی از دو بیرون‌زدگی‌های روی فمور تحتانی است. دیگری کوندیل خارجی فمور می‌باشد.
کوندیل درونی ران (فمور)، به علت تحمل بار سنگین‌تر ناشی از این که مرکز جرم در بخش درونی زانو قرار دارد، بزرگ‌تر از کوندیل بیرونی ران (فمور) است. در سطح خلفی کوندیل، خط خشن (linea aspera) (خطی که دو لبه دارد: داخلی و خارج؛ که به بخش پایین خلفی تنه فمور می‌رود) به ترتیب تبدیل به لبه‌های فوق-کوندیلار داخلی و خارجی می‌گردند.